# Cham (huyện)
Cham là một huyện ở bang Bayern, Đức. Huyện này giáp các huyện (từ phía nam theo chiều kim đồng hồ): các huyện Regen, Straubing-Bogen, Regensburg và Schwandorf và vùng Plzeň của Cộng hòa Séc.

## Thị xã và đô thị
| Thị xã                                                                    | Đô thị | |
| ------------------------------------------------------------------------- | --- | --- |
| 1. Bad Kötzting 2. Cham 3. Furth im Wald 4. Roding 5. Rötz 6. Waldmünchen | 1. Arnschwang 2. Arrach 3. Blaibach 4. Chamerau 5. Eschlkam 6. Falkenstein 7. Gleißenberg 8. Grafenwiesen 9. Hohenwarth 10. Lam 11. Lohberg 12. Michelsneukirchen 13. Miltach 14. Neukirchen beim Heiligen Blut 15. Pemfling 16. Pösing | 1. Reichenbach am Regen 2. Rettenbach 3. Rimbach 4. Runding 5. Schönthal 6. Schorndorf 7. Stamsried 8. Tiefenbach 9. Traitsching 10. Treffelstein 11. Waffenbrunn 12. Wald 13. Walderbach 14. Weiding 15. Willmering 16. Zandt 17. Zell |